# ロベルト・コッホ研究所

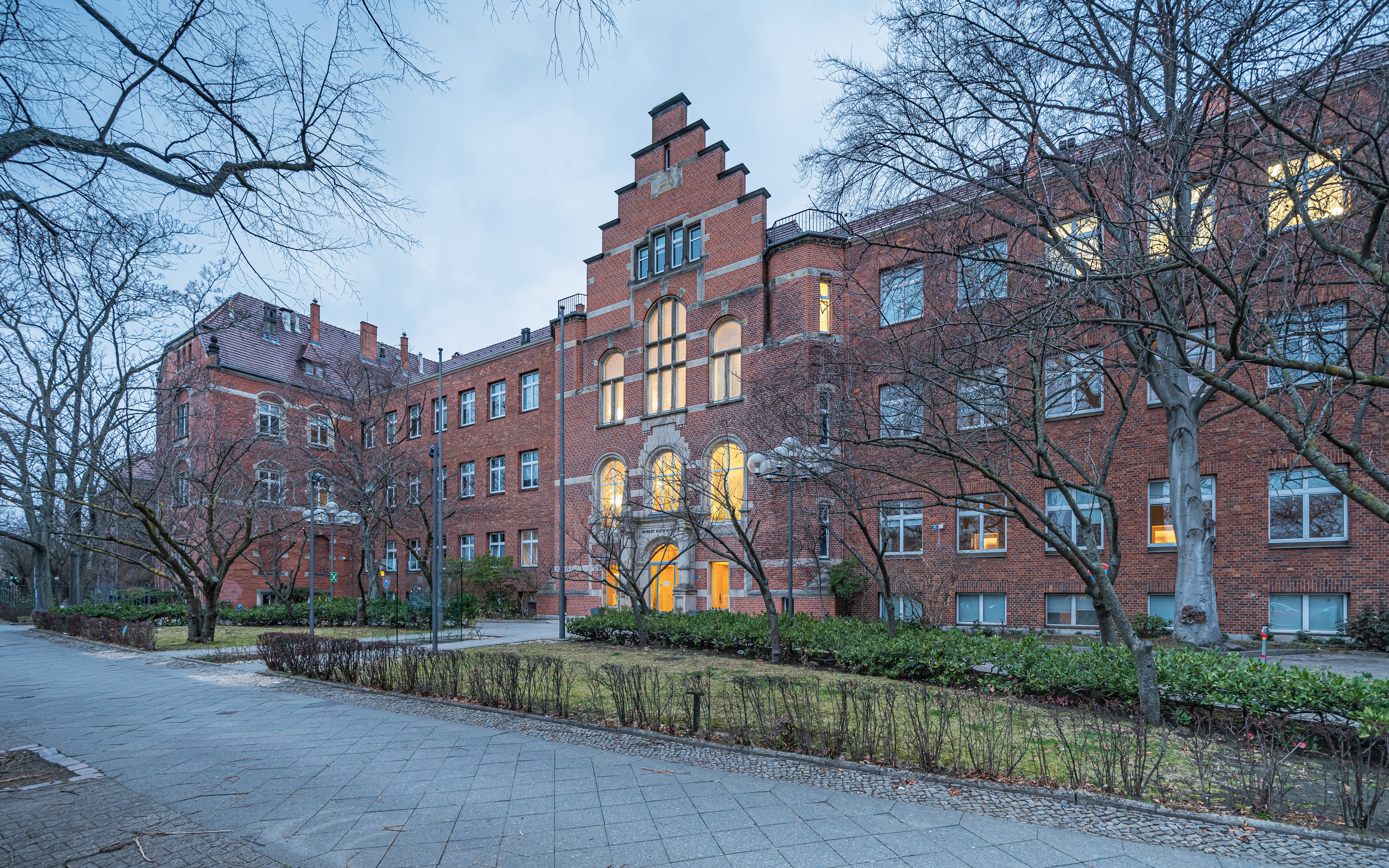
ベルリンのヴェディングにある建物

ロベルト・コッホ研究所（ロベルト・コッホけんきゅうしょ、独: Robert Koch Institut）とは、 ドイツのベルリンおよびヴェルニゲローデにある研究所。ドイツ連邦保健省の下にある。

## 沿革
1891年に、ロベルト・コッホによって王立プロイセン感染症研究所として設立された。